# Marc Boulware
Marc Maurice Boulware (Oklahoma City, 1948) es un diplomático de Estados Unidos. Fue nombrado embajador en la República Islámica de Mauritania el 26 de julio de 2007 y confirmado por el Senado el 26 de octubre de 2007, presentando sus credenciales al Presidente Sidi Mohamed Uld Cheij Abdallahi el 22 de noviembre de 2007.
Estudió en la Universidad Rennes 2 - Haute Bretagne en Rennes, Francia y en la Universidad Estatal de Midwestern en Wichita Falls, Texas, donde obtuvo una licenciatura y Master en Humanidades en 1974. Se graduó en el Ejército de los Estados Unidos, Escuela Superior de Guerra en Carlisle, Pensilvania, en 1994.
Ha sido Cónsul General en Río de Janeiro, Brasil de 2001 a julio de 2004, Jefe Adjunto de Misión en la Embajada de los Estados Unidos en San Salvador (1999-2001), Jefe Adjunto de Misión en Yaundé, Camerún (simultáneamente acreditado en Guinea Ecuatorial) entre 1996 y 1999; Consejero Administrativo en Bamako, Malí (1994-1996) y Gaborone, Botsuana (1990-1993); oficial administrativo en Banjul, Gambia (1987-1989); supervisor de Servicios Generales en Burkina Faso (1985-1987); funcionario consular en Maracaibo, Venezuela (1982-1985) y Oficial de Servicios Generales en Yakarta, Indonesia (1980-1982).